# Zorro e i tre moschettieri
Zorro e i tre moschettieri è un film del 1963, diretto da Luigi Capuano.

## Trama
Siamo nella prima metà del 1600 e la Spagna è in guerra con la Francia. Isabella, cugina del Re di Spagna, è tenuta prigioniera dai francesi in un castello. Il conte di Siviglia, che aspira alla sua mano, si offre di andarla a liberare, dopo aver stretto un patto con il cardinale Richelieu, che gli consentirà di rapirla in cambio della cessione di alcuni piani militari.
Il conte, appena entrato in territorio francese, incontra Zorro che, dopo aver distrutto i documenti, prende il suo posto e si reca all'appuntamento con i quattro Moschettieri, che hanno l'incarico di scortarlo. 
Zorro riesce a far evadere Isabella e la conduce sana e salva in Spagna, ma viene accusato di alto tradimento e condannato al patibolo, ma prima dell'esecuzione arrivano i moschettieri che riescono a salvarlo appena in tempo. 
Durante un acceso duello con il conte di Siviglia Zorro ne avrà la meglio, trapassandolo a fil di spada,  ottenendo infine dal re la mano di Isabella.

## Location
I giardini della Reggia di Spagna, che ospitano il duello finale, sono quelli di Villa d'Este a Tivoli.